# محافظة رانونغ
محافظة رانونغ (بالتايلاندية:ระนอง) و(بالإنجليزية:Ranong) هي واحدة من محافظات تايلاند الخمس والسبعين تجاور محافظة تشومفون ومحافظة سورات ثاني ومحافظة فانغ نغا كما أنه للمحافظة حدود معا بورما.

## الجغرافيا
للمحافظة ساحل طويل علي بحر أندامان وتتميز المحافظة بأنها لديها مناخ ممطر لنحو ثمانية أشهر في السنة وهي تكون من اعلي معدلات الأمطار في المحافظات التايلاندية

## السكان
تعتبر المحافظة اقل محافظة من ناحية عدد السكان حيث أنه 80% من مساحتها تغطيها الغابات و 67% منها ذات تضاريس جبلية

## التقسيمات الادارية
تنقس المحافظة الي خمس مقاطعات رئيسية التي بدورها تنقسم الي 30 مقاطعة فرعية (بلدية) و 167 قرية.
| 1. موينج رانونج 2. لا ين 3. كابو | 1. كرا بوري 2. سياك سمران |

## معرض صور

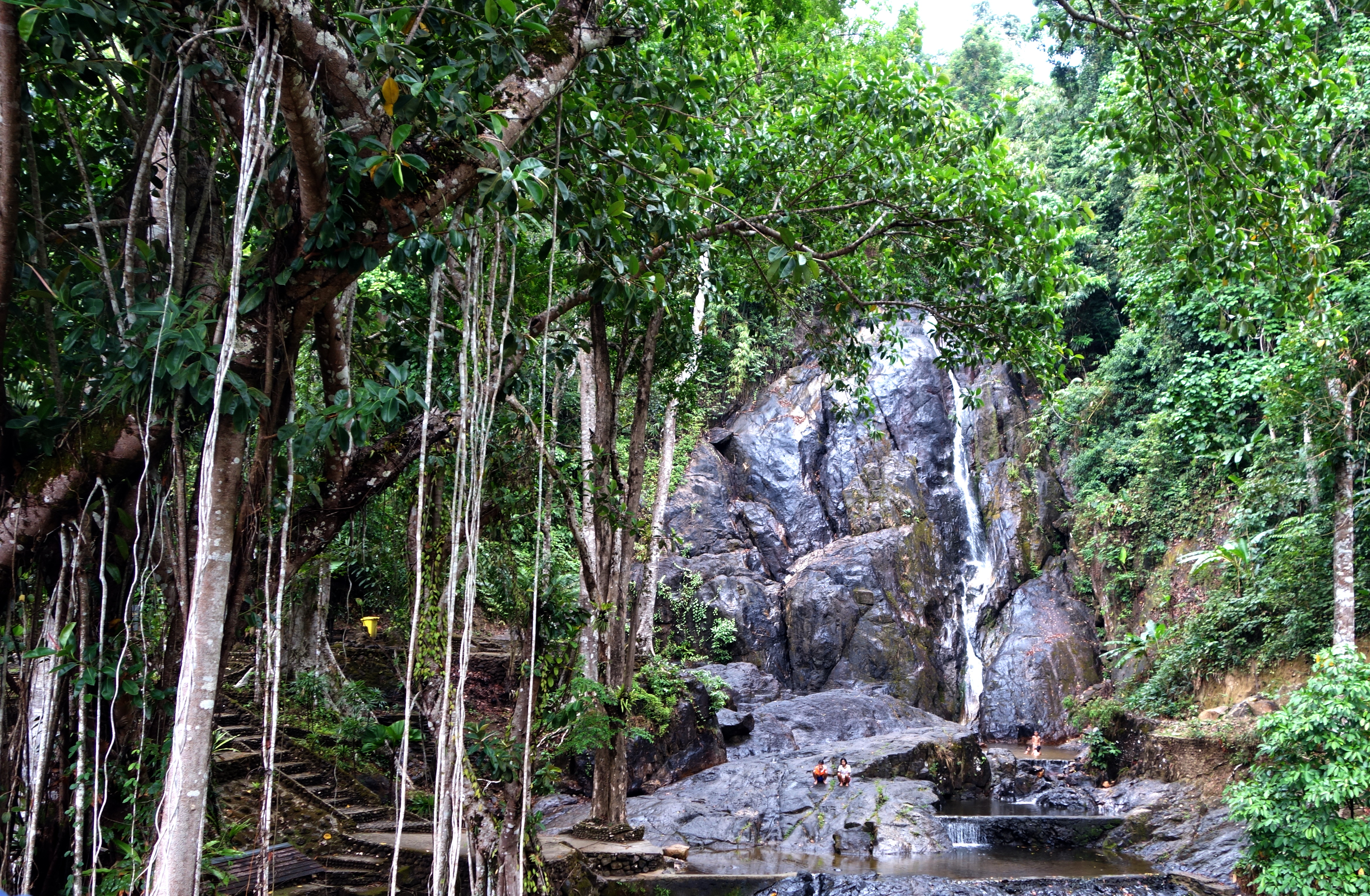
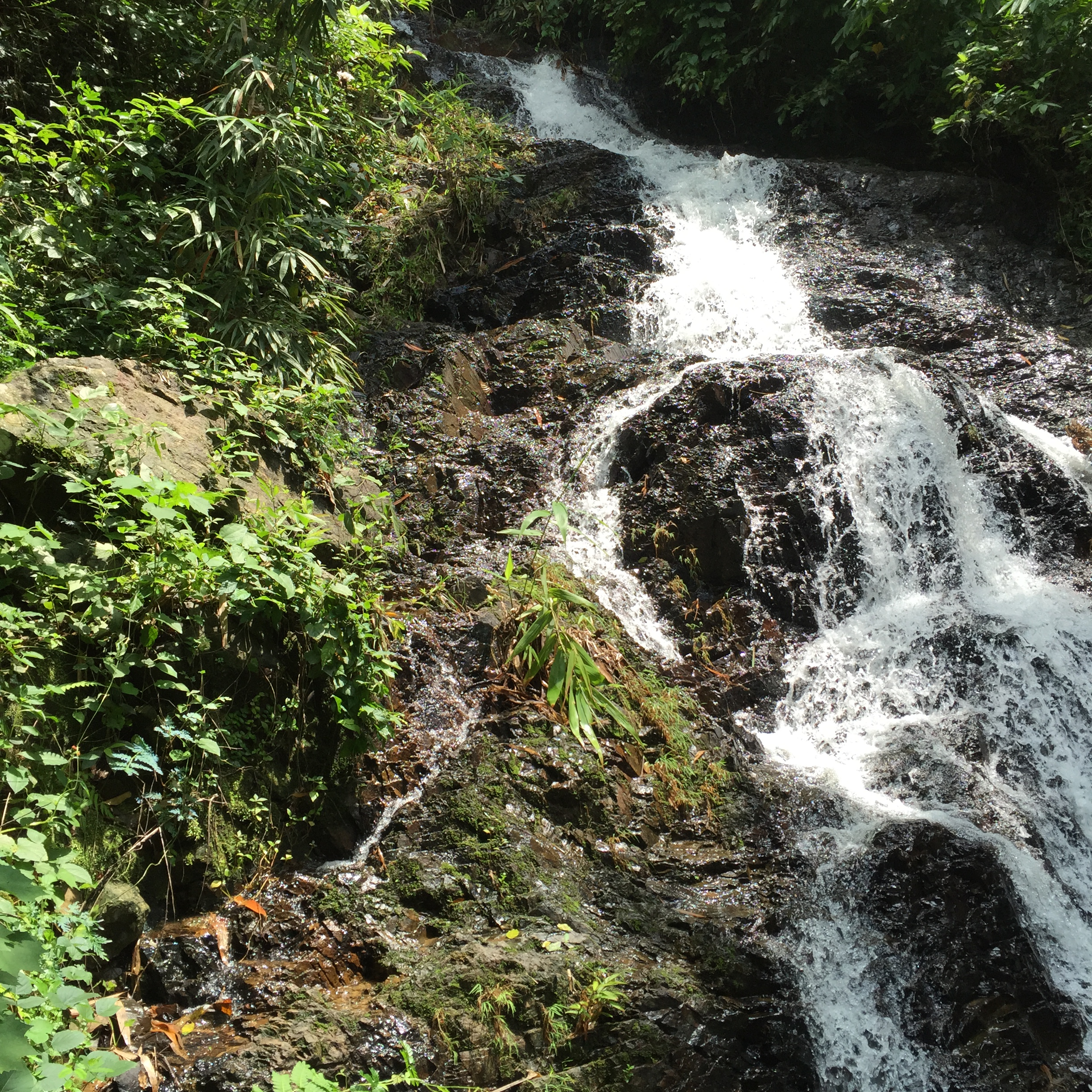
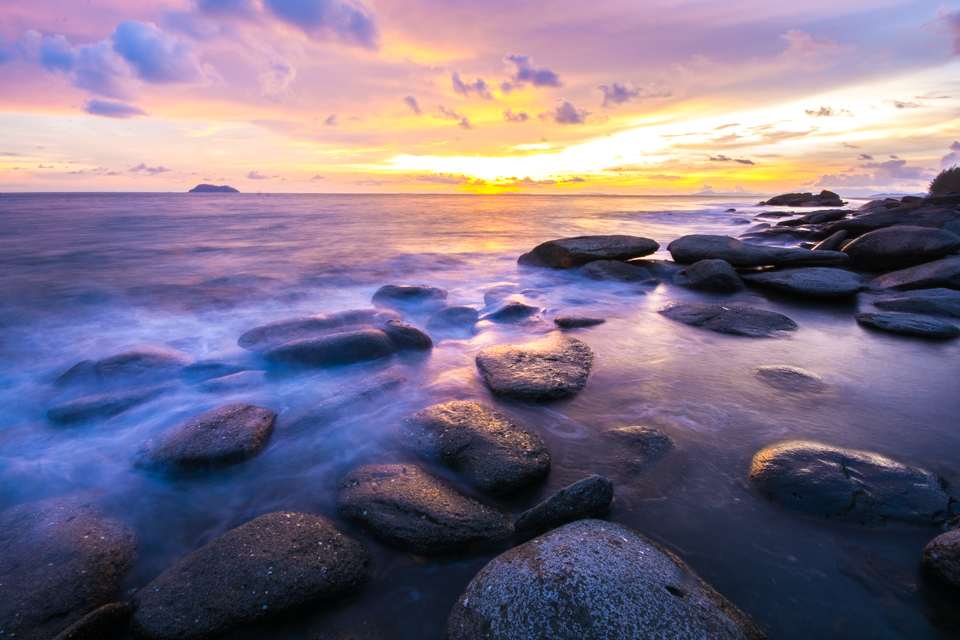

## أعلام
- براتوم تشوثونغ